# AGIL Volley 2023-2024
Questa voce raccoglie le informazioni riguardanti l'AGIL Volley nelle competizioni ufficiali della stagione 2023-2024.

## Stagione
Nella stagione 2023-24 l'AGIL Volley assume la denominazione sponsorizzata di Igor Gorgonzola Novara.
Partecipa per la tredicesima volta alla Serie A1; chiude la regular season di campionato al quarto posto in classifica, qualificandosi per i play-off scudetto, dove viene eliminata in semifinale dall'Imoco.
Grazie al quarto posto al termine del girone di andata del campionato, l'AGIL si qualifica per la Coppa Italia, uscendo nei quarti di finale a seguito della sconfitta rimediata contro il Chieri '76.
Partecipa alla WEVZA Cup, vincendola e qualificandosi per la Challenge Cup: trionfa in questa competizione per la seconda volta nella sua storia vincendo tutte le partite disputate, tra cui la doppia finale contro le francesi del Neptunes de Nantes.

## Organigramma societario
Area direttiva
- Presidente: Giovanna Saporiti
- Vicepresidente: Monica Loro
- Comitato tecnico: Giovanna Saporiti, Fabio Leonardi, Eraldo Peccetti, Enrico Marchioni
- Direttore generale: Enrico Marchioni
- Direttore sportivo: Enrico Marchioni
- Team manager: Elena Colombo
- Dirigente: Paola Gatti
- Area amministrativa: Fabrizio Zucconi, Giulia Zucconi, Enzo Lassandro
- Dirigente palasport: Giorgio Miglio, Enzo Lassandro, Luca Airoldi

Area tecnica
- Allenatore: Lorenzo Bernardi
- Allenatore in seconda: Davide Baraldi
- Assistente allenatore: Matteo Ingratta, Maurizio Mora
- Scout man: Mattia Gadda
- Responsabile settore giovanile: Monica Loro, Barbara Bertoni

Area comunicazione
- Addetto stampa: Giuseppe Maddaluno, Elena Mittino
- Area web: Enzo Lassandro
- Area grafica: Miriana Chiese
- Fotografo: Luca Pietro Santi

Area marketing
- Responsabile marketing: Manuele Crupi
- Responsabile merchandising: Valeria Alberti

Area sanitaria
- Medico: Federico Giarda
- Coordinatore medico: Stefania Bodini
- Fisioterapista: Alessio Botteghi, Ilic Gianotti
- Preparatore atletico: Matteo Rossetti
- Ortopedico: Mirko Poli
- Nutrizionista: Maurizio Fasano
- Osteopata: Laura Nolli

## Rosa
| N° | Nome                 | Ruolo | Data di nascita  | Nazionalità sportiva |
| -- | -------------------- | ----- | ---------------- | -------------------- |
| 1  | Gréta Szakmáry       | S     | 31 dicembre 1991 | Ungheria             |
| 3  | Ludovica Guidi       | C     | 17 dicembre 1992 | Italia               |
| 4  | Francesca Bosio      | P     | 7 agosto 1997    | Italia               |
| 5  | Valentina Bartolucci | P     | 20 maggio 2003   | Italia               |
| 6  | Giulia De Nardi      | L     | 23 aprile 1994   | Italia               |
| 7  | Anne Buijs           | S     | 2 dicembre 1991  | Paesi Bassi          |
| 8  | Eleonora Fersino     | L     | 24 gennaio 2000  | Italia               |
| 9  | Caterina Bosetti     | S     | 2 febbraio 1994  | Italia               |
| 10 | Cristina Chirichella | C     | 10 febbraio 1994 | Italia               |
| 11 | Anna Danesi          | C     | 20 aprile 1996   | Italia               |
| 12 | Hanna Orthmann       | S     | 3 ottobre 1998   | Germania             |
| 13 | Sara Bonifacio       | C     | 3 luglio 1996    | Italia               |
| 14 | Melis Durul          | O     | 21 ottobre 1993  | Turchia              |
| 21 | Vita Akimova         | O     | 16 luglio 2002   | Russia               |
| 23 | Marina Markova       | S     | 27 gennaio 2001  | Russia               |
| 24 | Anastasija Kapralova | S     | 24 aprile 2004   | Russia               |

## Mercato
| Acquisti                               | Acquisti             | Acquisti               | Acquisti   |
| R.                                     | Nome                 | da                     | Modalità   |
| -------------------------------------- | -------------------- | ---------------------- | ---------- |
| S                                      | Vita Akimova         | Volero Le Cannet       | definitivo |
| P                                      | Valentina Bartolucci | Montecchio Maggiore    | definitivo |
| P                                      | Francesca Bosio      | Chieri '76             | definitivo |
| S                                      | Anne Buijs           | Praia Clube            | definitivo |
| L                                      | Giulia De Nardi      | Talmassons             | definitivo |
| O                                      | Melis Durul          | Budowlani Łódź         | definitivo |
| C                                      | Ludovica Guidi       | Savino Del Bene        | definitivo |
| S                                      | Anastasija Kapralova | Lokomotiv Kaliningrad  | definitivo |
| S                                      | Hanna Orthmann       | Türk Hava Yolları      | definitivo |
| S                                      | Gréta Szakmáry       | Cuneo Granda           | definitivo |
| Trasferimenti nel corso della stagione |                      |                        |            |
| S                                      | Marina Markova       | Muratpaşa Sigorta Shop | definitivo |

| Cessioni                               | Cessioni          | Cessioni              | Cessioni   |
| R.                                     | Nome              | a                     | Modalità   |
| -------------------------------------- | ----------------- | --------------------- | ---------- |
| S                                      | McKenzie Adams    | Hisamitsu Springs     | definitivo |
| P                                      | Ilaria Battistoni | Firenze               | definitivo |
| L                                      | Giulia Bresciani  | Helvia Recina         | definitivo |
| P                                      | Carlotta Cambi    | Pinerolo              | definitivo |
| S                                      | Kenia Carcaces    | Panathīnaïkos         | definitivo |
| S                                      | Gaia Giovannini   | Megavolley            | definitivo |
| O                                      | Ebrar Karakurt    | Lokomotiv Kaliningrad | definitivo |
| P                                      | Jordyn Poulter    | -                     | svincolata |
| C                                      | Lucía Varela      | Quimper               | definitivo |
| Trasferimenti nel corso della stagione |                   |                       |            |
| O                                      | Melis Durul       | -                     | svincolata |
| S                                      | Marina Markova    | Jakarta Elektrik PLN  | definitivo |

## Risultati

### Serie A1

#### Girone di andata
| 1ª giornata - 8 ottobre 2023 PalaMaddalene, Chieri                         | Chieri '76      | 0 - 3 | AGIL          | 20-25, 27-29, 25-27        |
| 2ª giornata - 15 ottobre 2023 PalaTerdoppio, Novara                        | AGIL            | 3 - 1 | Casalmaggiore | 25-23, 25-21, 22-25, 25-20 |
| 3ª giornata - 22 ottobre 2023 Palazzetto dello Sport, Villafranca Piemonte | Pinerolo        | 1 - 3 | AGIL          | 17-25, 16-25, 28-26, 20-25 |
| 4ª giornata - 29 ottobre 2023 PalaPiantanida, Busto Arsizio                | UYBA            | 0 - 3 | AGIL          | 18-25, 17-25, 21-25        |
| 5ª giornata - 1º novembre 2023 PalaTerdoppio, Novara                       | AGIL            | 3 - 0 | Trentino      | 25-23, 25-19, 25-20        |
| 6ª giornata - 5 novembre 2023 PalaCastagnaretta, Cuneo                     | Cuneo Granda    | 0 - 3 | AGIL          | 18-25, 14-25, 22-25        |
| 7ª giornata - 12 novembre 2023 PalaTerdoppio, Novara                       | AGIL            | 1 - 3 | Pro Victoria  | 16-25, 25-23, 23-25, 21-25 |
| 8ª giornata - 19 novembre 2023 PalaCampanara, Pesaro                       | Megavolley      | 0 - 3 | AGIL          | 27-29, 23-25, 23-25        |
| 9ª giornata - 25 novembre 2023 PalaTerdoppio, Novara                       | AGIL            | 3 - 1 | Firenze       | 25-16, 44-42, 23-25, 25-22 |
| 10ª giornata - 3 dicembre 2023 PalaTerdoppio, Novara                       | AGIL            | 1 - 3 | Imoco         | 19-25, 14-25, 25-23, 18-25 |
| 11ª giornata - 11 dicembre 2023 PalaWanny, Firenze                         | Savino Del Bene | 3 - 1 | AGIL          | 25-11, 28-26, 21-25, 25-21 |
| 12ª giornata - 16 dicembre 2023 PalaFacchetti, Treviglio                   | Bergamo 1991    | 0 - 3 | AGIL          | 23-25 15-25 20-25          |
| 13ª giornata - 23 dicembre 2023 PalaTerdoppio, Novara                      | AGIL            | 3 - 0 | Roma Club     | 25-10, 33-31, 25-14        |

#### Girone di ritorno
| 14ª giornata - 26 dicembre 2023 PalaTerdoppio, Novara     | AGIL          | 3 - 1 | Chieri '76      | 25-19, 26-24, 23-25, 25-18        |
| 15ª giornata - 17 febbraio 2024 PalaRadi, Cremona         | Casalmaggiore | 3 - 1 | AGIL            | 22-25, 25-23, 25-19, 26-24        |
| 16ª giornata - 14 gennaio 2024 PalaTerdoppio, Novara      | AGIL          | 3 - 1 | Pinerolo        | 26-24, 23-25, 25-22, 25-14        |
| 17ª giornata - 21 gennaio 2024 PalaTerdoppio, Novara      | AGIL          | 3 - 1 | UYBA            | 25-12, 25-15, 24-26, 25-10        |
| 18ª giornata - 28 gennaio 2024 PalaTrento, Trentino       | Trentino      | 1 - 3 | AGIL            | 12-25, 25-21, 21-25, 22-25        |
| 19ª giornata - 4 febbraio 2024 PalaTerdoppio, Novara      | AGIL          | 3 - 1 | Cuneo Granda    | 25-10, 25-17, 18-25, 25-17        |
| 20ª giornata - 10 febbraio 2024 Palalido, Milano          | Pro Victoria  | 2 - 3 | AGIL            | 27-29, 25-19, 19-25, 25-22, 12-15 |
| 21ª giornata - 24 febbraio 2024 PalaTerdoppio, Novara     | AGIL          | 3 - 1 | Megavolley      | 21-25, 25-20, 25-15, 25-13        |
| 22ª giornata - 3 marzo 2024 PalaWanny, Firenze            | Firenze       | 1 - 3 | AGIL            | 16-25, 25-19, 20-25, 20-25        |
| 23ª giornata - 6 marzo 2024 PalaVerde, Villorba           | Imoco         | 3 - 0 | AGIL            | 25-14, 27-25, 25-17               |
| 24ª giornata - 10 marzo 2024 PalaTerdoppio, Novara        | AGIL          | 0 - 3 | Savino Del Bene | 22-25, 21-25, 14-25               |
| 25ª giornata - 17 marzo 2024 PalaTerdoppio, Novara        | AGIL          | 3 - 0 | Bergamo 1991    | 25-22, 25-17, 25-14               |
| 26ª giornata - 24 marzo 2024 Palazzetto dello Sport, Roma | Roma Club     | 3 - 1 | AGIL            | 25-21, 19-25, 25-23, 25-12        |

#### Play-off scudetto
| Quarti di finale (gara 1) - 27 marzo 2024 PalaTerdoppio, Novara | AGIL       | 2 - 3 | Chieri '76 | 18-25, 25-17, 26-28, 25-19, 8-15  |
| Quarti di finale (gara 2) - 30 marzo 2024 PalaAsti, Torino      | Chieri '76 | 0 - 3 | AGIL       | 22-25, 30-32, 21-25               |
| Quarti di finale (gara 3) - 3 aprile 2024 PalaTerdoppio, Novara | AGIL       | 3 - 1 | Chieri '76 | 22-25, 25-21, 25-22, 25-23        |
| Semifinali (gara 1) - 7 aprile 2024 PalaVerde, Villorba         | Imoco      | 3 - 0 | AGIL       | 25-19, 25-12, 25-20               |
| Semifinali (gara 2) - 10 aprile 2024 PalaTerdoppio, Novara      | AGIL       | 3 - 2 | Imoco      | 25-17, 25-23, 17-25, 14-25, 15-12 |
| Semifinali (gara 3) - 13 aprile 2024 PalaVerde, Villorba        | Imoco      | 3 - 0 | AGIL       | 25-19, 25-22, 25-20               |

### Coppa Italia
| Quarti di finale - 24 gennaio 2024 PalaTerdoppio, Novara | AGIL | 1 - 3 | Chieri '76 | 17-25, 21-25, 25-23, 23-25 |

### WEVZA Cup
| 1ª giornata - 22 settembre 2023 PalaTerdoppio, Novara | AGIL | 3 - 0 | Academy           | 25-15, 25-17, 25-14               |
| 2ª giornata - 23 settembre 2023 PalaTerdoppio, Novara | AGIL | 3 - 0 | Terville Florange | 25-19, 25-13, 25-19               |
| 3ª giornata - 24 settembre 2023 PalaTerdoppio, Novara | AGIL | 3 - 2 | Vilsbiburg        | 25-22, 25-20, 22-25, 21-25, 16-14 |

### Challenge Cup
| Trentaduesimi di finale (andata) - 12 ottobre 2023 PalaTerdoppio, Novara       | AGIL               | 3 - 0 | Casalmaggiore      | 25-21, 25-22, 25-16              |
| Trentaduesimi di finale (ritorno) - 19 ottobre 2023 PalaFarina, Viadana        | Casalmaggiore      | 0 - 3 | AGIL               | 15-25, 18-25, 23-25              |
| Sedicesimi di finale (andata) - 8 novembre 2023 Randaberghallen, Randaberg     | Randaberg          | 0 - 3 | AGIL               | 16-25, 16-25, 16-25              |
| Sedicesimi di finale (ritorno) - 15 novembre 2023 PalaTerdoppio, Novara        | AGIL               | 3 - 0 | Randaberg          | 25-15, 25-15, 25-12              |
| Ottavi di finale (andata) - 28 novembre 2023 Melina Merkourī Hall, Rentis      | Olympiakos         | 2 - 3 | AGIL               | 20-25, 25-23, 23-25, 25-22, 6-15 |
| Ottavi di finale (ritorno) - 6 dicembre 2023 PalaTerdoppio, Novara             | AGIL               | 3 - 0 | Olympiakos         | 25-13, 25-19, 29-27              |
| Quarti di finale (andata) - 9 gennaio 2024 PalaTerdoppio, Novara               | AGIL               | 3 - 1 | Voluntari          | 25-18, 19-25, 25-13, 25-17       |
| Quarti di finale (ritorno) - 17 gennaio 2024 Sala Polivalentă Dinamo, Bucarest | Voluntari          | 0 - 3 | AGIL               | 17-25, 18-25, 20-25              |
| Semifinali (andata) - 1º febbraio 2024 PalaTerdoppio, Novara                   | AGIL               | 3 - 1 | Wiesbaden          | 21-25, 30-28, 25-17, 25-23       |
| Semifinali (ritorno) - 7 febbraio 2024 Sporthalle Einheit, Wiesbaden           | Wiesbaden          | 1 - 3 | AGIL               | 23-25, 25-22, 21-25, 21-25       |
| Finale (andata) - 21 febbraio 2024 PalaTerdoppio, Novara                       | AGIL               | 3 - 0 | Neptunes de Nantes | 26-24, 25-22, 25-20              |
| Finale (ritorno) - 28 febbraio 2024 Salle sportive métropolitaine, Rezé        | Neptunes de Nantes | 1 - 3 | AGIL               | 25-23, 16-25, 20-25, 19-25       |

## Statistiche

### Statistiche di squadra
| Competizione  | Punti | In casa | In casa | In casa | In trasferta | In trasferta | In trasferta | Totale | Totale | Totale |
| Competizione  | Punti | G       | V       | P       | G            | V            | P            | G      | V      | P      |
| ------------- | ----- | ------- | ------- | ------- | ------------ | ------------ | ------------ | ------ | ------ | ------ |
| Serie A1      | 56    | 16      | 12      | 4       | 16           | 10           | 6            | 32     | 22     | 10     |
| Coppa Italia  | -     | 1       | 0       | 1       | 0            | 0            | 0            | 1      | 0      | 1      |
| WEVZA Cup     | 8     | -       | -       | -       | -            | -            | -            | 3      | 3      | 0      |
| Challenge Cup | -     | 6       | 6       | 0       | 6            | 6            | 0            | 12     | 12     | 0      |
| Totale        | -     | 23      | 18      | 5       | 22           | 16           | 6            | 48     | 37     | 11     |

G = partite giocate; V = partite vinte; P = partite perse

### Statistiche dei giocatori
| Giocatore      | Serie A1 | Serie A1 | Serie A1 | Serie A1 | Serie A1 | Coppa Italia | Coppa Italia | Coppa Italia | Coppa Italia | Coppa Italia | WEVZA Cup | WEVZA Cup | WEVZA Cup | WEVZA Cup | WEVZA Cup | Challenge Cup | Challenge Cup | Challenge Cup | Challenge Cup | Challenge Cup | Totale | Totale | Totale | Totale | Totale |
| Giocatore      | P        | PT       | AV       | MV       | BV       | P            | PT           | AV           | MV           | BV           | P         | PT        | AV        | MV        | BV        | P             | PT            | AV            | MV            | BV            | P      | PT     | AV     | MV     | BV     |
| -------------- | -------- | -------- | -------- | -------- | -------- | ------------ | ------------ | ------------ | ------------ | ------------ | --------- | --------- | --------- | --------- | --------- | ------------- | ------------- | ------------- | ------------- | ------------- | ------ | ------ | ------ | ------ | ------ |
| V. Akimova     | 28       | 481      | 419      | 32       | 30       | 1            | 19           | 18           | 0            | 1            | 2         | 33        | 26        | 3         | 4         | 10            | 212           | 181           | 20            | 11            | 41     | 745    | 644    | 55     | 46     |
| V. Bartolucci  | 15       | 10       | 4        | 1        | 5        | 1            | 0            | 0            | 0            | 0            | 3         | 11        | 10        | 0         | 1         | 11            | 18            | 12            | 1             | 5             | 30     | 39     | 26     | 2      | 11     |
| S. Bonifacio   | 20       | 173      | 127      | 33       | 13       | 1            | 16           | 11           | 4            | 1            | 3         | 21        | 15        | 3         | 3         | 8             | 80            | 53            | 16            | 11            | 32     | 290    | 206    | 56     | 28     |
| C. Bosetti     | 28       | 307      | 252      | 26       | 29       | 1            | 10           | 10           | 0            | 0            | 3         | 34        | 28        | 4         | 2         | 8             | 78            | 63            | 9             | 6             | 40     | 429    | 353    | 39     | 37     |
| F. Bosio       | 31       | 64       | 28       | 26       | 10       | 1            | 3            | 1            | 1            | 1            | -         | -         | -         | -         | -         | 10            | 17            | 9             | 6             | 2             | 42     | 84     | 38     | 33     | 13     |
| A. Buijs       | 21       | 209      | 189      | 14       | 6        | 1            | 11           | 9            | 2            | 0            | 3         | 63        | 59        | 3         | 1         | 9             | 51            | 45            | 5             | 1             | 34     | 334    | 302    | 24     | 8      |
| C. Chirichella | 24       | 145      | 102      | 30       | 13       | 1            | 3            | 2            | 1            | 0            | 3         | 36        | 28        | 6         | 2         | 7             | 71            | 52            | 14            | 5             | 35     | 255    | 184    | 51     | 20     |
| A. Danesi      | 29       | 238      | 161      | 64       | 13       | 1            | 4            | 3            | 1            | 0            | -         | -         | -         | -         | -         | 7             | 52            | 35            | 14            | 3             | 37     | 294    | 199    | 79     | 16     |
| G. De Nardi    | 31       | 0        | 0        | 0        | 0        | 1            | 0            | 0            | 0            | 0            | 3         | 0         | 0         | 0         | 0         | 11            | 0             | 0             | 0             | 0             | 46     | 0      | 0      | 0      | 0      |
| M. Durul       | 3        | 0        | 0        | 0        | 0        | -            | -            | -            | -            | -            | 0         | 0         | 0         | 0         | 0         | 2             | 22            | 19            | 1             | 2             | 5      | 22     | 19     | 1      | 2      |
| E. Fersino     | 31       | 0        | 0        | 0        | 0        | 1            | 0            | 0            | 0            | 0            | -         | -         | -         | -         | -         | 11            | 0             | 0             | 0             | 0             | 43     | 0      | 0      | 0      | 0      |
| L. Guidi       | 3        | 10       | 7        | 2        | 1        | 0            | 0            | 0            | 0            | 0            | 3         | 0         | 0         | 0         | 0         | 8             | 15            | 9             | 5             | 1             | 14     | 25     | 16     | 7      | 2      |
| A. Kapralova   | 9        | 18       | 16       | 1        | 1        | 1            | 0            | 0            | 0            | 0            | -         | -         | -         | -         | -         | 5             | 38            | 30            | 3             | 5             | 15     | 56     | 46     | 4      | 6      |
| M. Markova     | 10       | 142      | 120      | 13       | 9        | -            | -            | -            | -            | -            | -         | -         | -         | -         | -         | 2             | 32            | 23            | 0             | 9             | 12     | 174    | 143    | 13     | 18     |
| H. Orthmann    | -        | -        | -        | -        | -        | -            | -            | -            | -            | -            | -         | -         | -         | -         | -         | -             | -             | -             | -             | -             | -      | -      | -      | -      | -      |
| G. Szakmáry    | 30       | 248      | 207      | 27       | 14       | 1            | 0            | 0            | 0            | 0            | 1         | 0         | 0         | 0         | 0         | 11            | 95            | 77            | 12            | 6             | 43     | 343    | 284    | 39     | 20     |

P = presenze; PT = punti totali; AV = attacchi vincenti; MV = muri vincenti; BV = battute vincenti